# Нижні Бурнаші
Ни́жні Бурна́ші (рос. Нижние Бурнаши, чув. Анат Пăрнаш) — присілок у Чувашії Російської Федерації, у складі Ювановського сільського поселення Ядринського району.
Населення — 89 осіб (2010; 101 в 2002, 136 в 1979, 186 в 1939, 179 в 1926, 185 в 1897, 105 в 1858).

## Історія
Історичні назви — Кітракіна, Кітряліна. До 1866 року селяни мали статус державних, займались землеробством, тваринництвом. 1930 року створено колгосп «Ударник». До 22 липня 1920 року присілок перебував у складі Теняковської сотні та Малокарачкінської волості Козьмодемьянського, до 5 жовтня 1920 року — Чебоксарського, а з до 1927 року — Ядринського повітів. Після переходу 1927 року на райони — спочатку у складі Татаркасинського, з 1939 року — Сундирського, а з 1962 року — Ядринського районів.

## Господарство
У присілку діють фельдшерсько-акушерський пункт та спортивний майданчик.